# Sinularia grandilobata
Sinularia grandilobata är en korallart som beskrevs av Verseveldt 1980. Sinularia grandilobata ingår i släktet Sinularia och familjen läderkoraller. Inga underarter finns listade i Catalogue of Life.